# Ramón Báez Figueroa
Ramón Buenaventura Báez Figueroa, conocido como "Ramoncito"  (nacido en 1959) es un empresario, exbanquero y expresidente del desaparecido Banco Intercontinental. Descendiente de dos presidentes dominicanos (Buenaventura Báez y Ramón Báez Machado), proviene de una influyente familia dominicana. Su padre fue el empresario Ramón Báez Romano.
Fue condenado a 10 años de prisión y el pago de 100 salarios mínimos, la incautación de sus bienes, entre otros  por el fraude bancario (junto a otros funcionarios de la Institución Bancaria) más grande en la historia Dominicana. Luego de 5 años y 9 meses un tribunal le concedió Libertad condicional por buena conducta el 15 de agosto del 2013.

## Vida profesional y delito
Fue el presidente ejecutivo del Banco Intercontinental, conocido como Baninter, desde 1993 hasta su colapso en el 2003. Es acusado de fraude corporativo y según las pruebas del ministerio público dominicano y de las autoridades financieras dominicanas, él se adjudicó sumas superiores a los RD$17 mil millones de pesos (US$800 millones de dólares del 2002) de una manera illícita.
Era propietario de numerosas empresas que adquirió a partir del patrimonio del extinto Baninter. Las más destacadas son el centenario periódico Listín Diario, las televisoras Telecanal y Supercanal, Aster Comunications LDT, entre otras. Esas empresas en el 2007 fueron consideradas "cuerpo de delito" por la justicia dominicana, por lo cual fueron todas incautadas en conjunto de todas sus propiedades por el gobierno y muchas de ellas posteriormente subastadas a otros empresarios.

## Sentencia
El 21 de octubre de 2007 se le sentenció a pasar 10 años en prisión por cargos de alteración, desfiguración y ocultación de datos o antecedentes, libros, estados de cuentas con el fin de obstaculizar, dificultar, desviar o evadir la fiscalización que corresponda efectuar a la Superintendencia de Bancos, así como la elaboración, aprobación o presentación de un balance o estado financiero adulterado o falso y la ejecución y aprobación de operaciones para encubrir la situación del Banco Intercontinental, S. A., tales como el registro como activos reales de elevados montos de valores inexistentes y millonarios sobregiros a vinculados, afectando los niveles de recuperaciones del citado banco para cubrir las obligaciones del hoyo financiero que ocasionó la quiebra del mismo; abuso de confianza y lavado de activos.

## Libertad condicional
El 15 de agosto de 2013 el juez Willy de Jesús Núñez le concedió libertad condicional, teniendo este que presentarse el último viernes de cada mes hasta septiembre del 2017, abstenerse de consumir bebidas alcohólicas, impedimento de salida, y no frecuentar lugares nocturnos.